# 三日杀戮
是一部2014年美国和法国合拍的动作惊悚片，喬瑟夫·尼克爾执导，盧·貝松与Adi Hasak编剧。凯文·科斯特纳、安柏·赫德、海莉·史坦菲德、Connie Nielsen、Richard Sammel和Eriq Ebouaney主演。美国于2014年2月21日上映。

## 剧情
临近退休的特工人员雷纳被派去执行打击恐怖分子任务，同时还要努力维护好与女儿佐伊的关系。

## 角色
- 凯文·科斯特纳 - Ethan Renner，特工
- 海莉·史坦菲德 - Zoey Renner，Ethan的女儿
- 安柏·赫德 - Vivi Delay
- Connie Nielsen - Christine Renner，Ethan的妻子
- Richard Sammel - The Wolf
- Eriq Ebouaney - Jules
- Tómas Lemarquis - The Albino
- Big John - Louis
- Rupert Wynne-James - Hugh的父亲
- Philippe Reyno - 年轻的特工
- Eric Supply - Invite

## 制作
2013年1月7日剧组在巴黎和塞尔维亚开拍，同年4月杀青。一些镜头是在盧·貝松所建立的新电影片场拍摄的。
2013年4月18日，主演科斯特纳在片场会见了塞尔维亚总理伊维察·达契奇。

## 评价
影片媒体综评40分，在烂番茄上获得32%的好评度。代表性评价：“本片显然是《飓风营救》系列动作片风格基础上的变异，当然也因为这几部影片都是同一个编剧”，“虽然没有什么太多可赞之处，甚至很多地方可以称之为扯淡。但若是你有两个小时的时间没法打发，这部影片还是不错的消磨剂”，“导演还是布下了极为复杂的线索，片中也出现了不错的转折与两次精彩的汽车追逐戏，但这些并不足以让之成为优秀的间谍片”，“通篇的亮点在于科斯特纳的投入与自嘲，不论面对怎样的敌人，他都表现出了无比的冷静和勇敢”。

## 票房
美国首周末收获1230万美元，次于《乐高电影》列第二位。次周末收入490万列第五位，累计2070万。